# Lactarius sanguifluus
Lactarius sanguifluus (Jean-Jacques Paulet, 1793 ex Elias Magnus Fries, 1838) din încrengătura Basidiomycota,  în familia Russulaceae și de genul Lactarius, este o specie de ciuperci comestibile, numită în popor râșcov de pin sau râșcov sângerând. Acest burete coabitează, fiind un simbiont micoriza (formează micorize pe rădăcinile arborilor). În România, Basarabia și Bucovina de Nord crește în zone mai călduroase, pe sol calcaros, aproape numai sub pini. Apare de la câmpie la deal din (iunie) iulie până în octombrie. Nu se dezvoltă în regiuni montane.

## Taxonomie

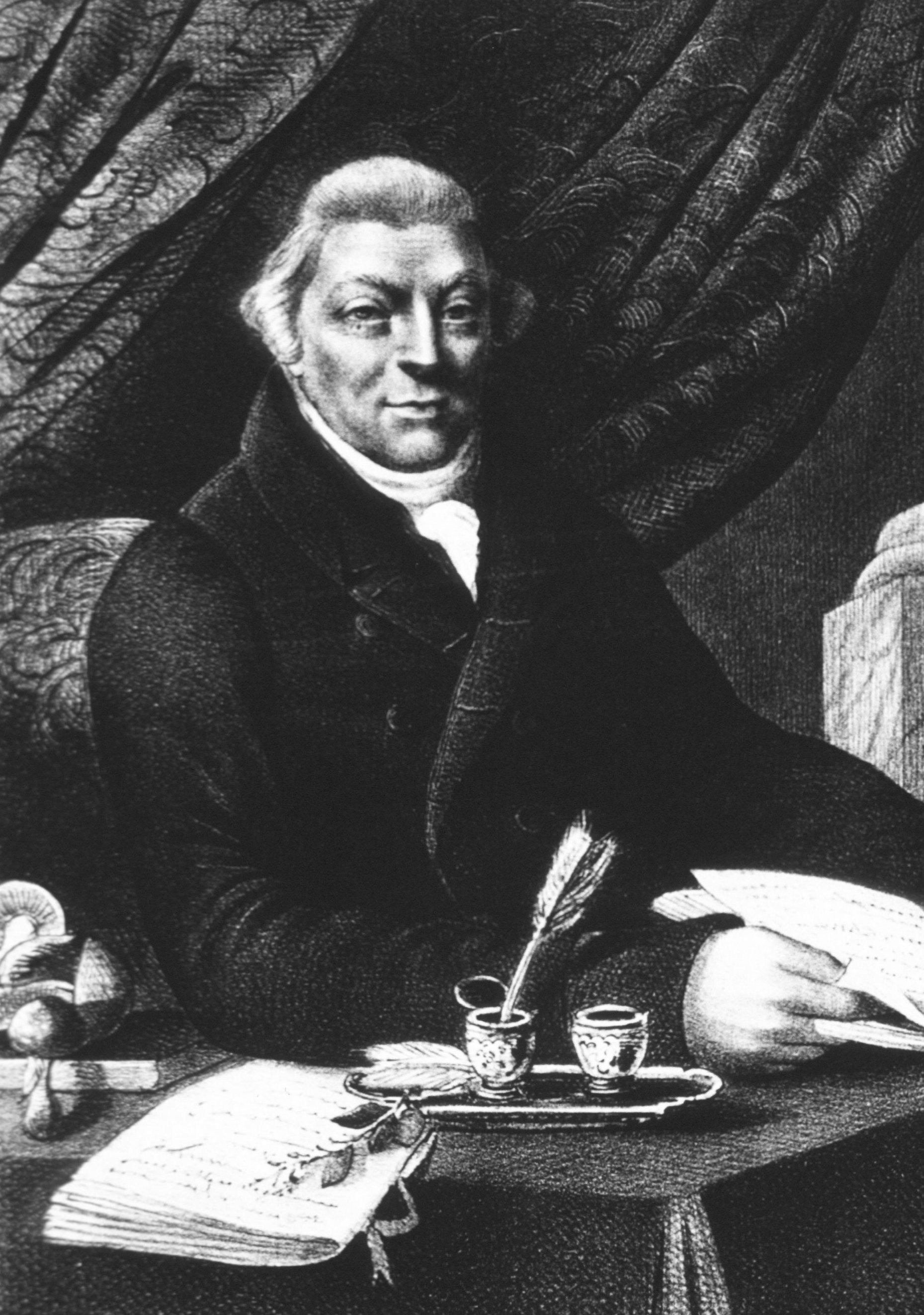
Jean-Jacques Paulet

Specia a fost descrisă pentru prima dată sub denumirea Hypophyllum sanguifluum de micologul francez Jean-Jacques Paulet în volumul 2 al operei sale Traité des champignons din 1793. Apoi, în 1838, renumitul savant suedez Elias Magnus Fries a transferat soiul la genul Lactarius sub păstrarea epitetului, de verificat în cartea sa Epicrisis systematis mycologici, seu synopsis hymenomycetum. Acest taxon este valabil până în prezent (2019).
Toate celelalte încercări de redenumire nu sunt folosite și pot fi negajate.
Epitetul specific este derivat din cuvintele latine (latină sanguis=sânge) și (latină fluens=curgând).

## Descriere

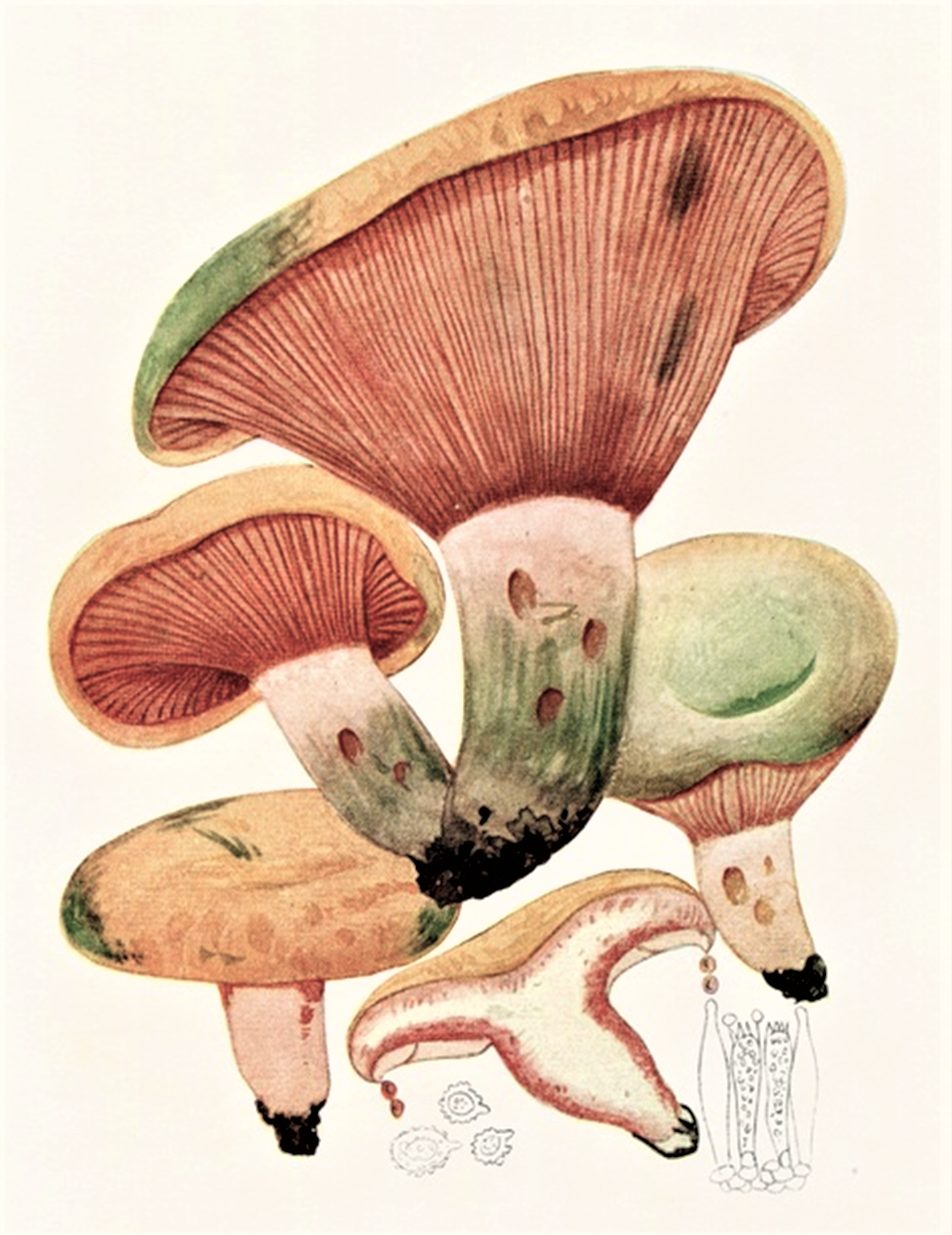
Bres.: Lactarius sanguifluus

- Pălăria: are un diametru de 5-10 (12) cm, este la început convexă cu marginea netedă, răsfrântă pentru timp lung spre interior, apoi se aplatizează, fiind în mijloc adâncită, la bătrânețe chiar în formă de pâlnie, dar nu prezintă niciodată un gurgui. Cuticula netedă este uscată și mată, devenind la vreme umedă lipicioasă și unsuroasă. Nu arată cercuri zonare pe suprafață. Coloritul este  murdar portocaliu cu nuanțe de roșu de vin. În vârstă este adesea pătată verzui.
- Lamelele: subțiri și nu prea înalte, bifurcate și cu  multe lameluțe intercalate precum puțin decurente de-a lungul piciorului stau foarte dens. Muchiile sunt netede și sterile. Coloritul este ocru palid până ocru-portocaliu, în vârsta și după o depozitare de peste o oră slab brun-roșiatici.
- Piciorul: are o înălțime de 3,5-7 cm și o lățime de 1,5-2,5 cm, fiind cilindric, subțiat spre bază, mai întâi plin, apoi împăiat, vatos, în sfârșit gol pe dinăuntru. Substratul suprafeței este de culoarea vinului, învelit de o brumă groasă și albicioasă, fiind nu rar pătat apos precum presărat cu puține gropițe mici, ale căror fund este de un roșu închis. Tija înroșește de asemenea după o leziune.
- Carnea: este compactă dar fragedă, în interior palid-bej până crem-gălbui, în vârstă cu nuanțe mai maronii. Când este ruptă, emană un suc roșu ca vinul sau sângele. Buretele are un miros  de ciuperci precum slab fructuos și un gust plăcut, câteodată ușor amărui.
- Laptele: este destul de rar, roșu închis ca sângele care devine după ceva timp (15-20 minute) verde. Poate să fie ușor amărui. Sucul se pierde la bătrânețe.[4][5]
- Caracteristici microscopice: are spori rotunjori până ușor elipsoidali, hialini (translucizi), reticulați, crestați, pe alocuri cu verici mici, având o mărime de 8–10 x 7–8 microni. Coloritul pulberii lor este de un gălbui palid, aproape albicios. Basidiile destul de bulboase în formă de măciucă poartă 4-6 sterigme fiecare și măsoară 50–73 × 10–12 microni. Pleuro-cistidele mai multe sau mai puține la baza lamelelor sunt ascuțit fusiforme cu o dimensiune de 47–55 x 7–8 microni, iar cheilo-cistidele numeroase la muchii sunt și ele fusiforme, dar mai mici, având o mărime de 23–40 x 5–6 microni.[10][11]
- Reacții chimice: Carnea buretelui se colorează cu anilină mai întâi galben de sulf, apoi auriu, cu hidroxid de potasiu se decolorează imediat, dar capătă după scurt timp nuanțe deschis ocru-măslinii. Cistidele devin albastru-negricioase la adăugare de sulfovanilină.[12]

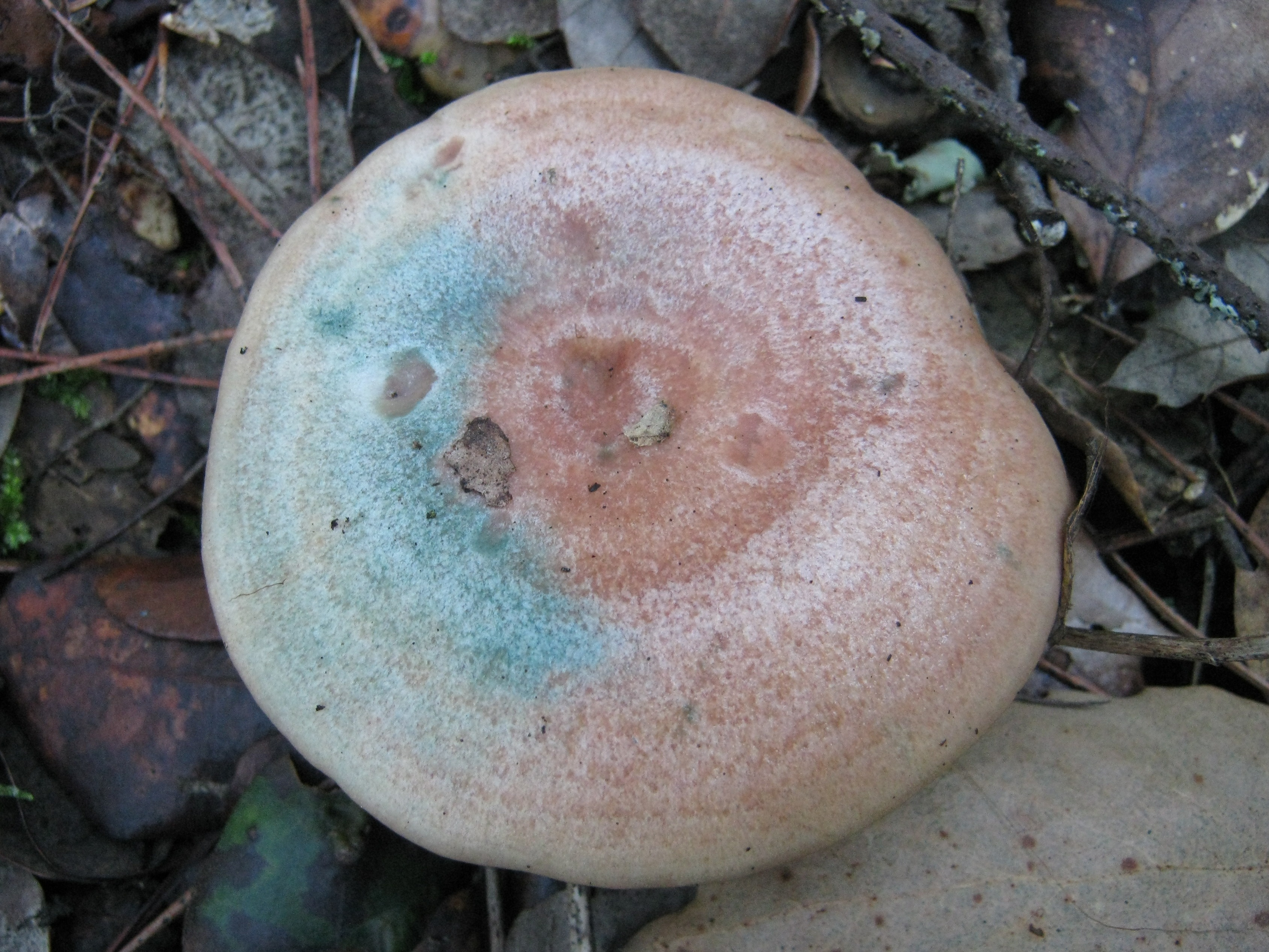
L. sanguifluus, pălărie
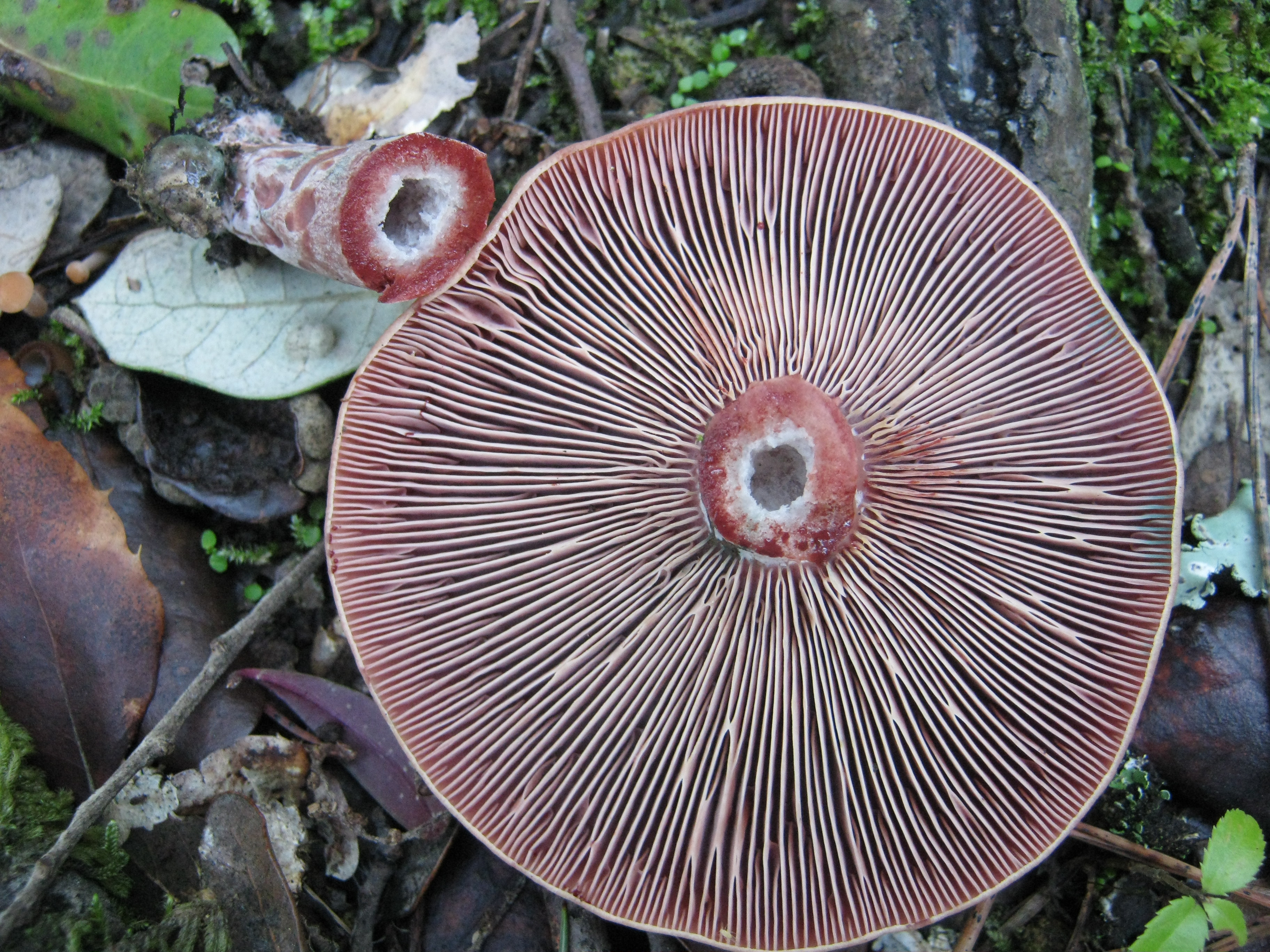
L. sanguifluus, lamele din apropiere, secțiune, suc
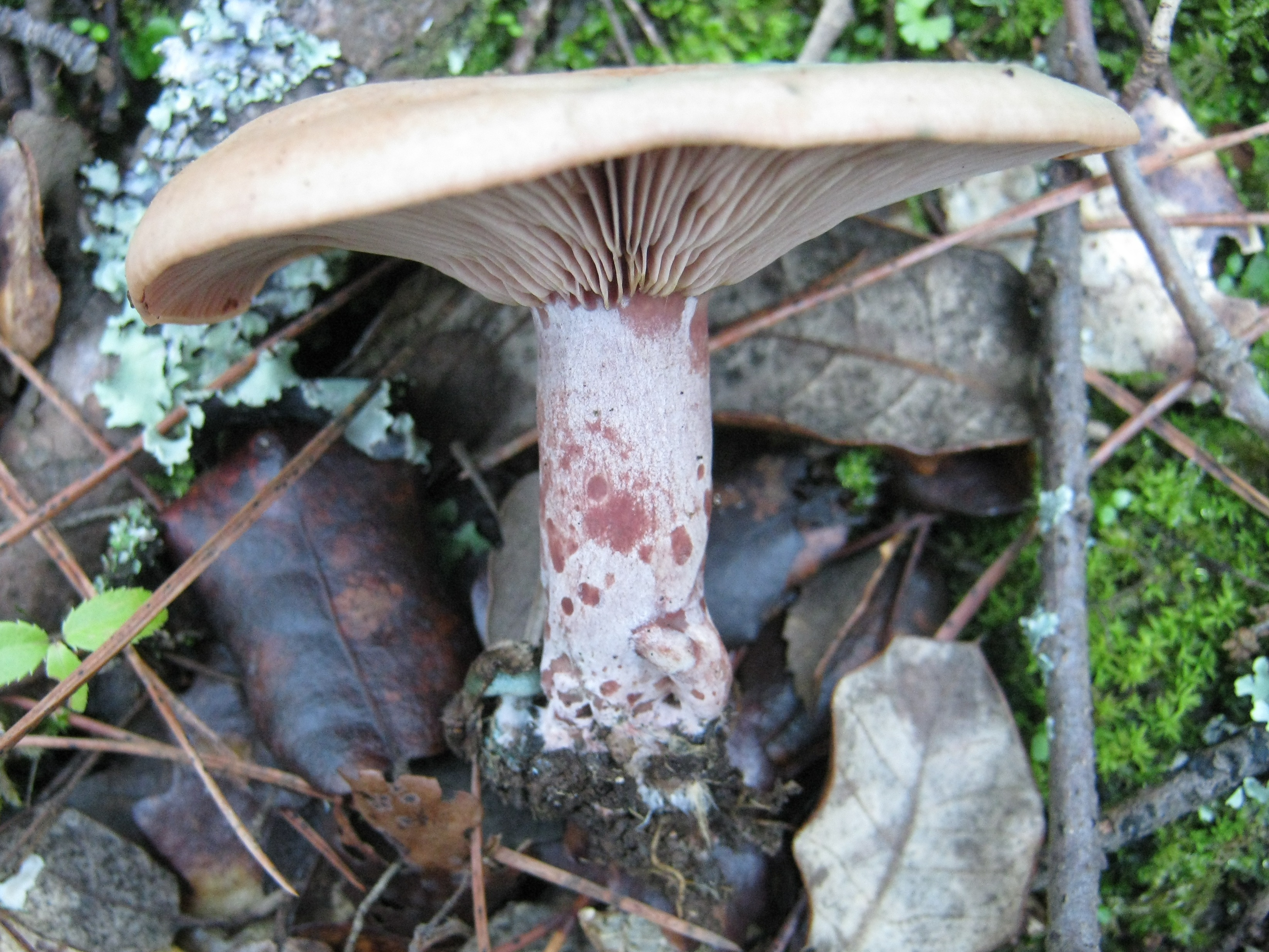
L. sanguifluus matur, aspect lateral
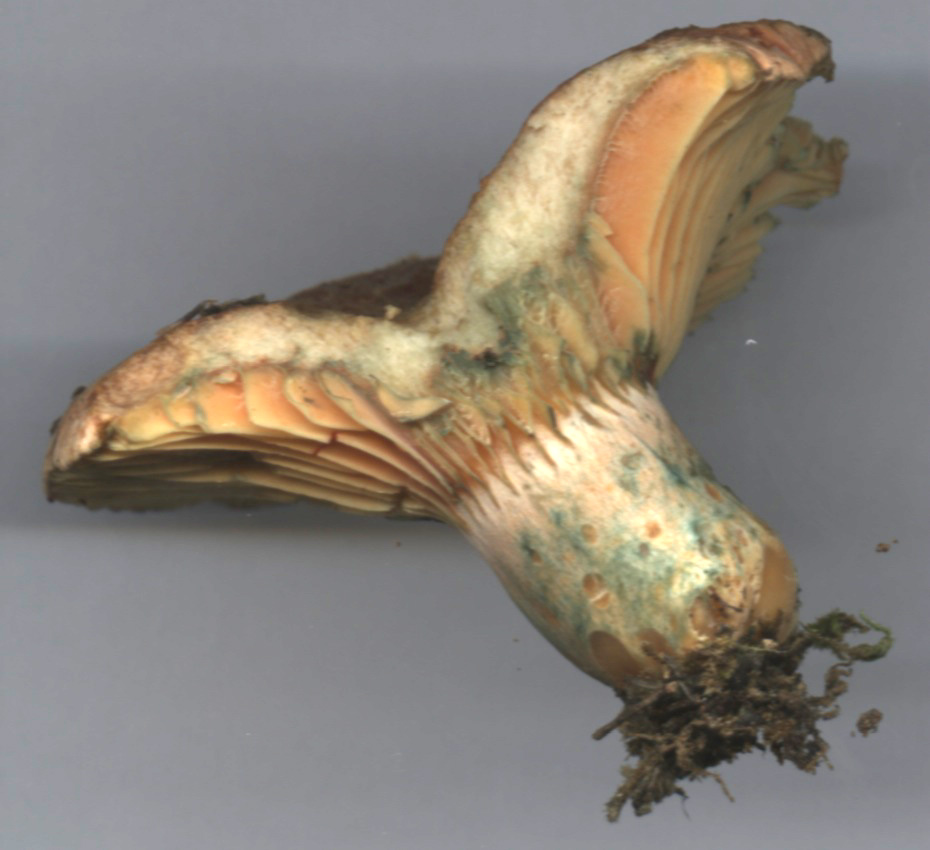
L. sanguifluus bătrân
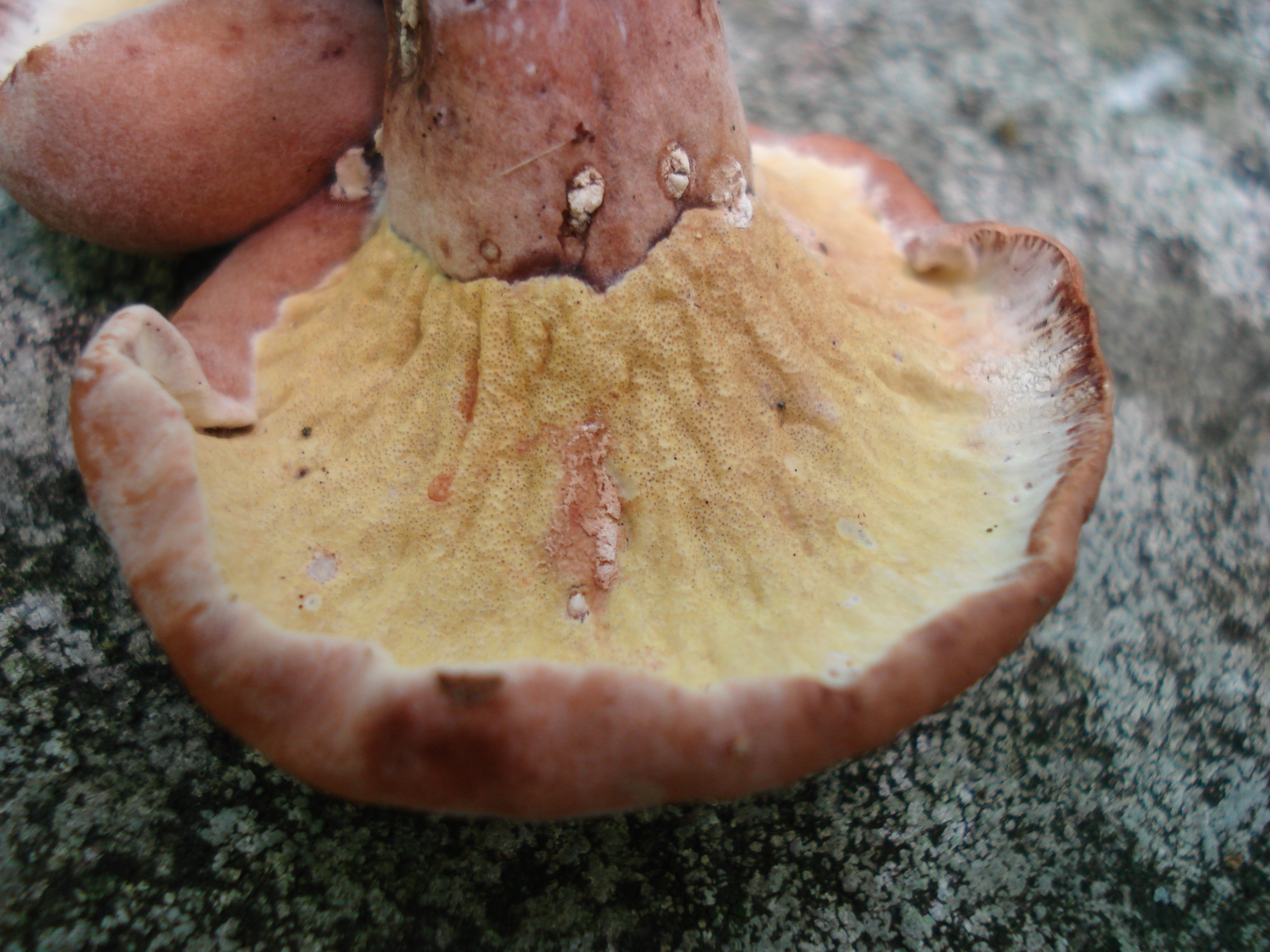
L. sanguifluus infestat de Hypomyces lateritius

## Confuzii
Există aproximativ zece specii de Lactarius care emită un lapte portocaliu sau roșu. Ele sunt cu toate comestibile, dar mai mult sau mai puțin gustoase. Râșcovul sângerând poate fi ușor confundat cu alte soiuri ale acestui gen, ca de exemplu cu Lactarius deliciosus, Lactarius deterrimus, Lactarius quieticolor, Lactarius rubrilacteus, Lactarius salmonicolor sau Lactarius semisanguifluus. Se interzice de sine confundarea cu specii de Lactarius cu suc alb sau galben. Totuși se găsesc consumători ai ciupercii cu lapte alb Lactarius torminosus care este otrăvitoare și crește numai sub mesteacăn.

## Specii asemănătoare în imagini

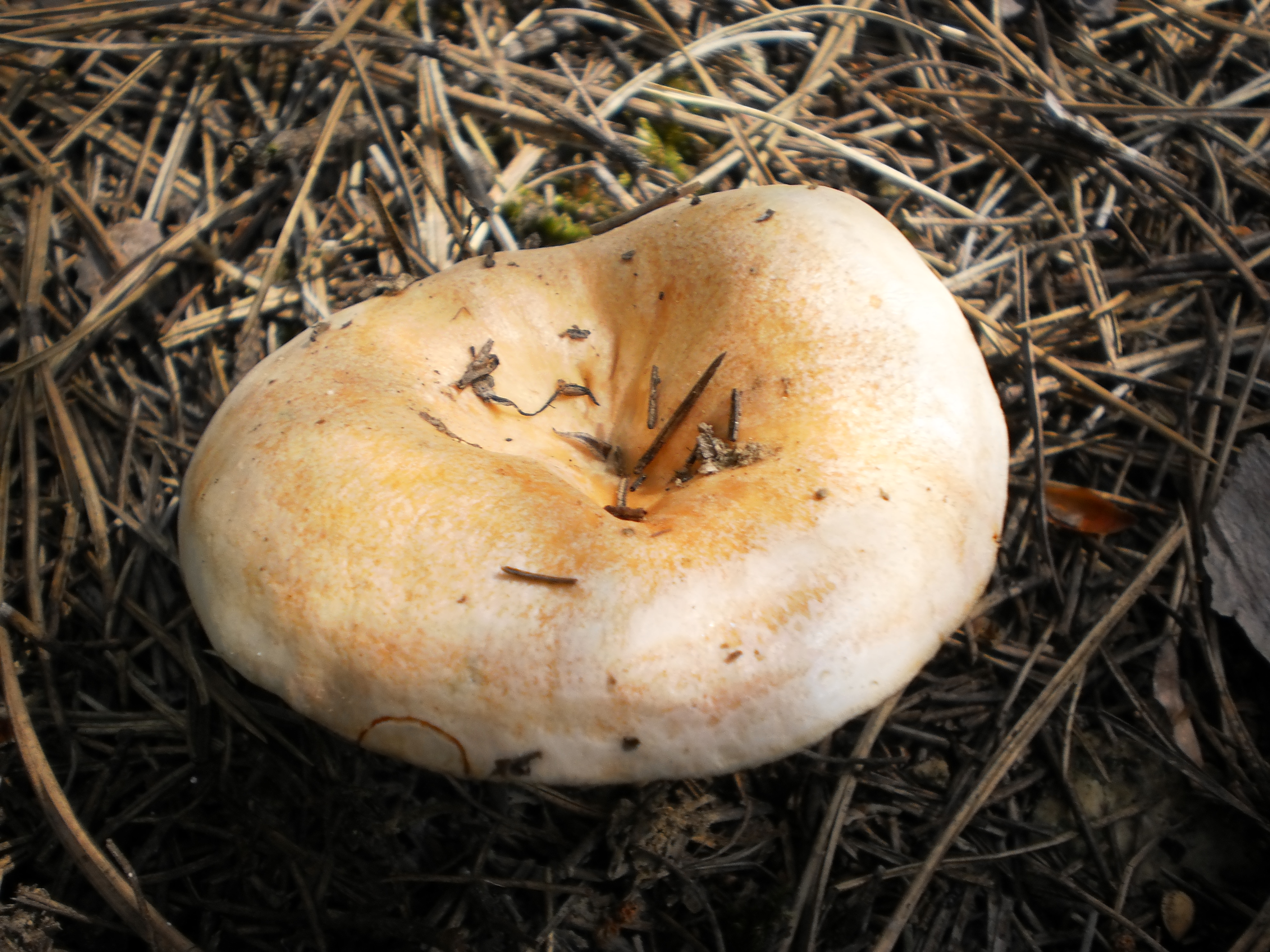
Lactarius deliciosus
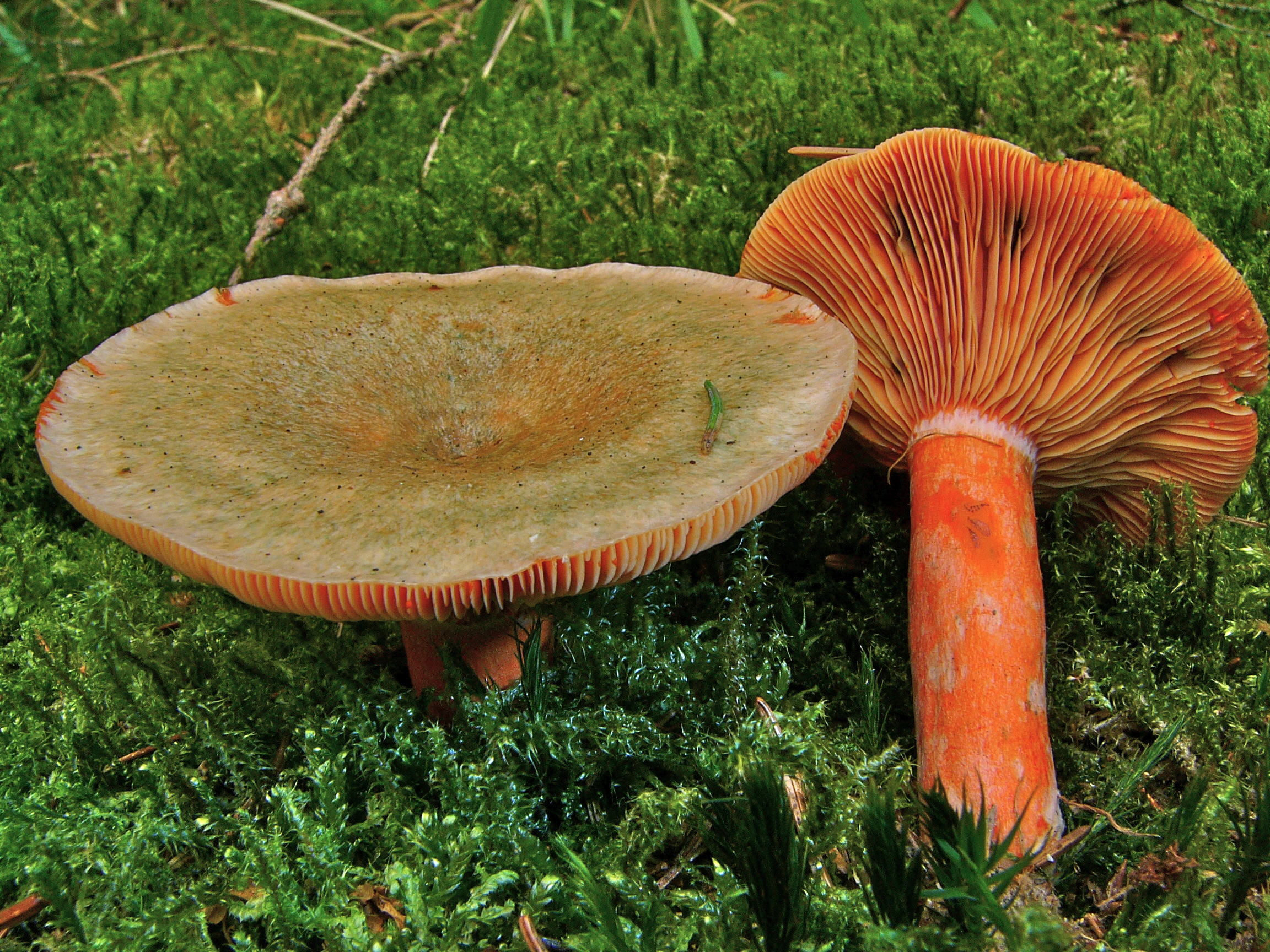
Lactarius deterrimus
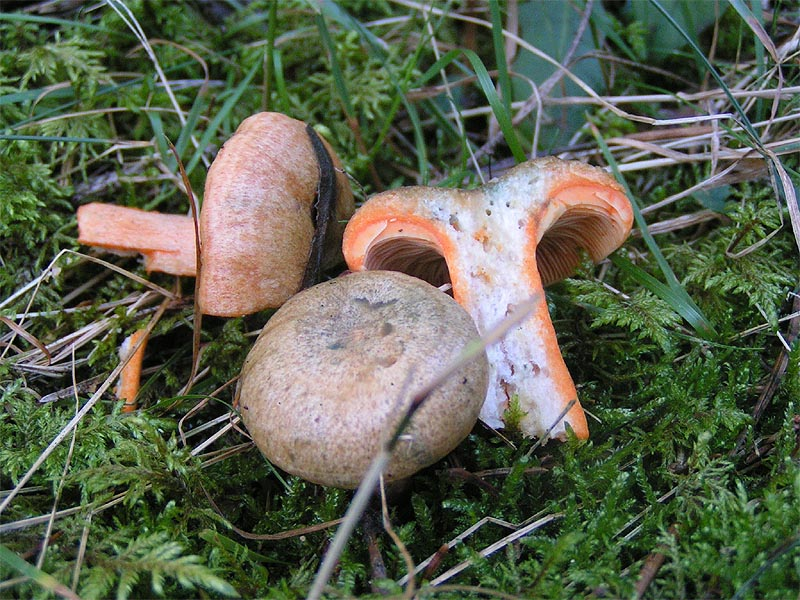
Lactarius quieticolor
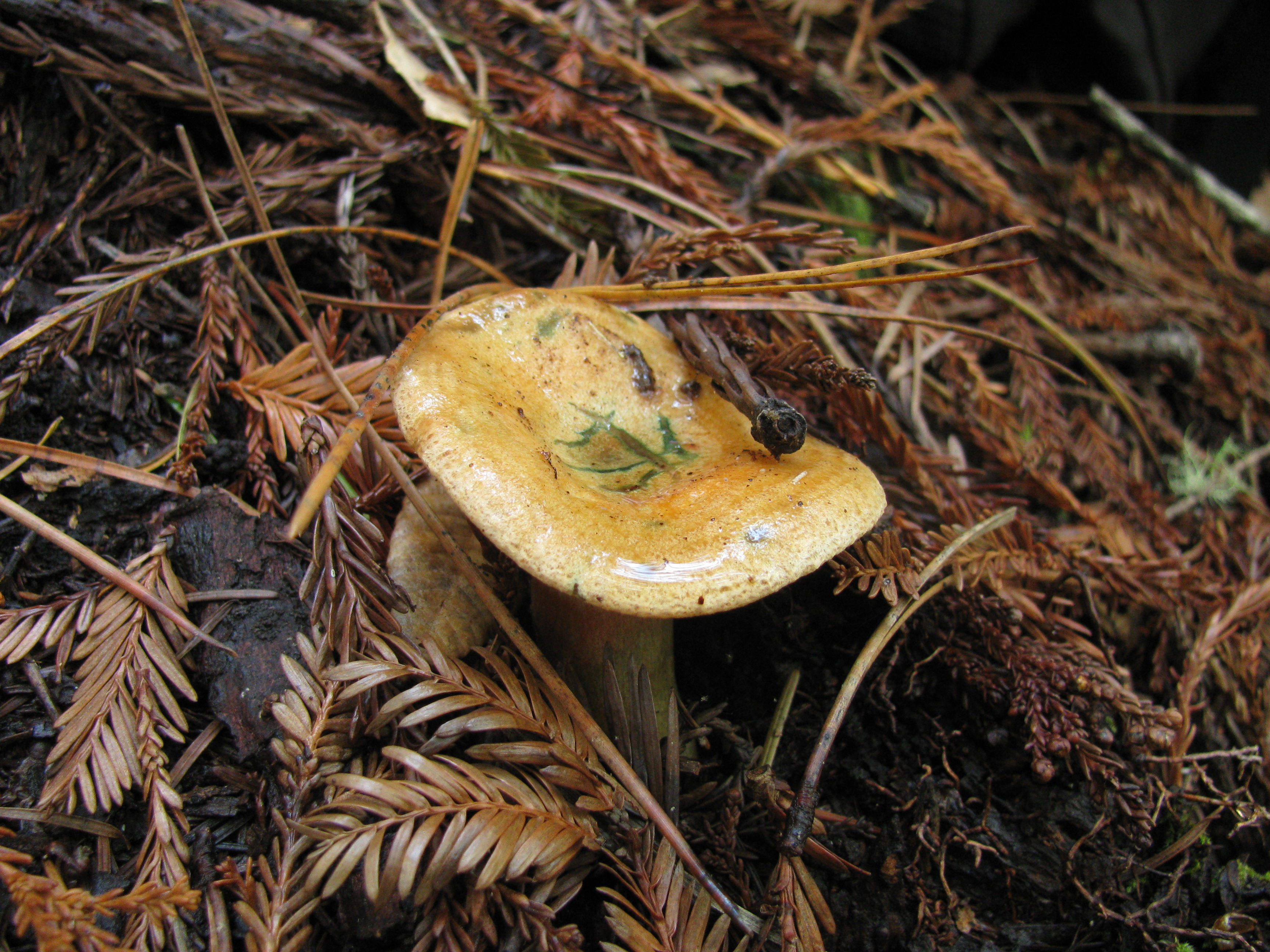
Lactarius rubrilacteus

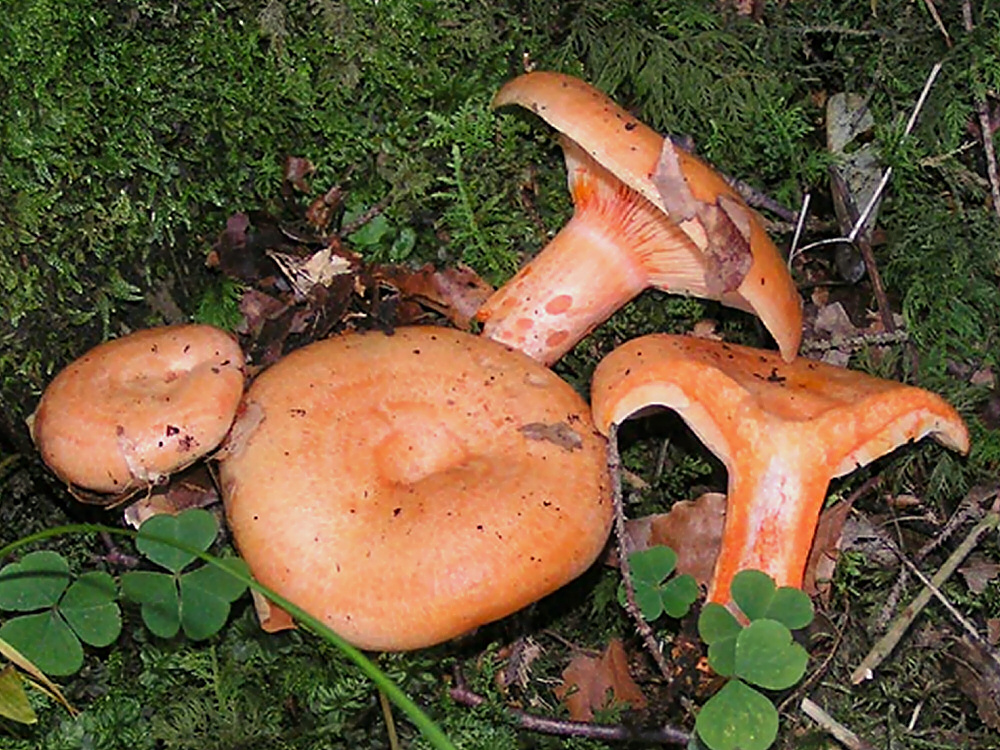
Lactarius salmonicolor
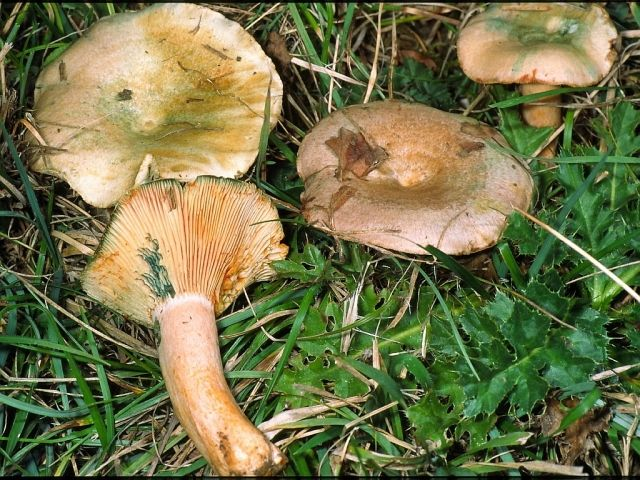
Lactarius semisanguifluus
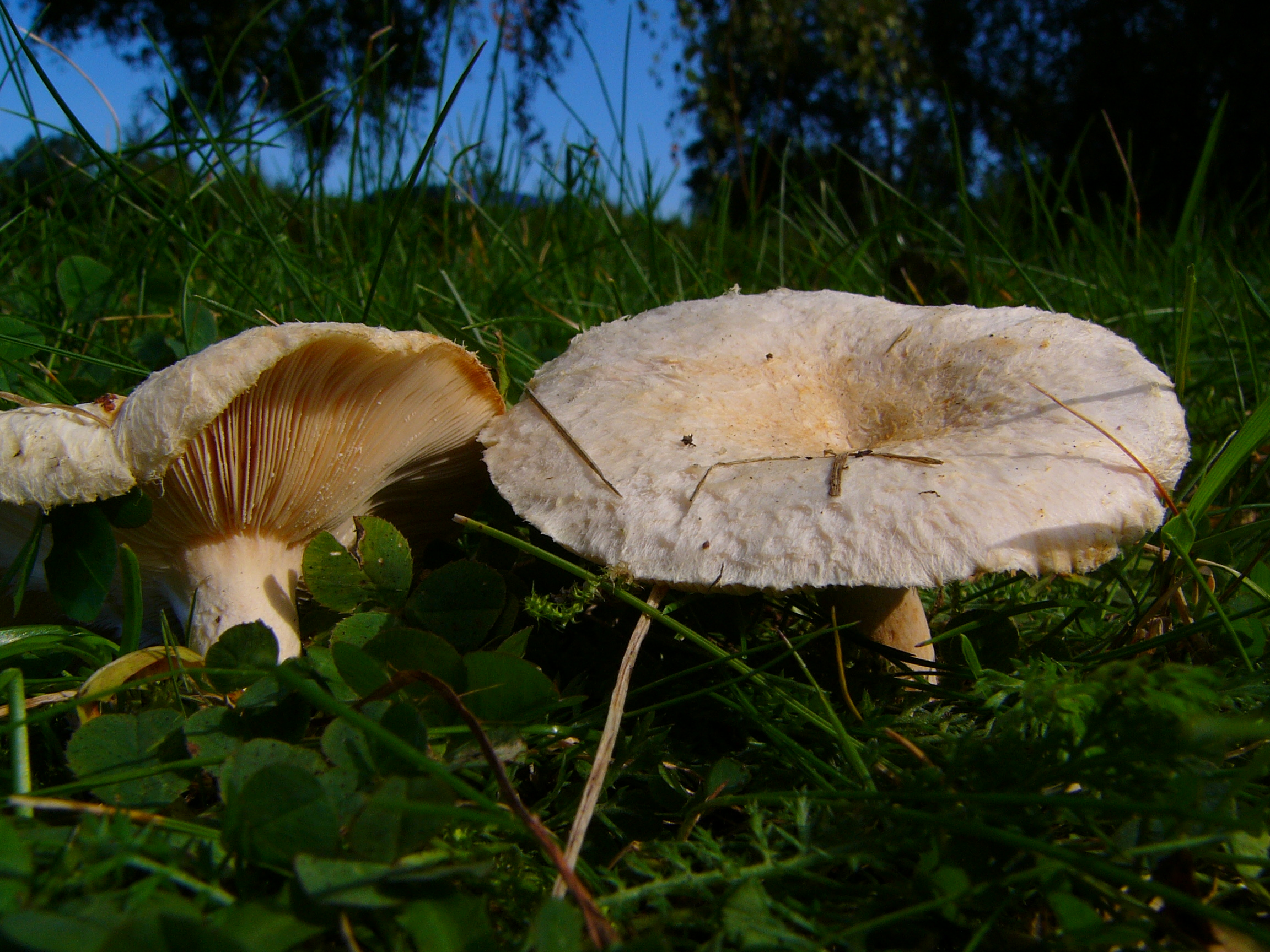
! Lactarius torminosus !

## Valorificare

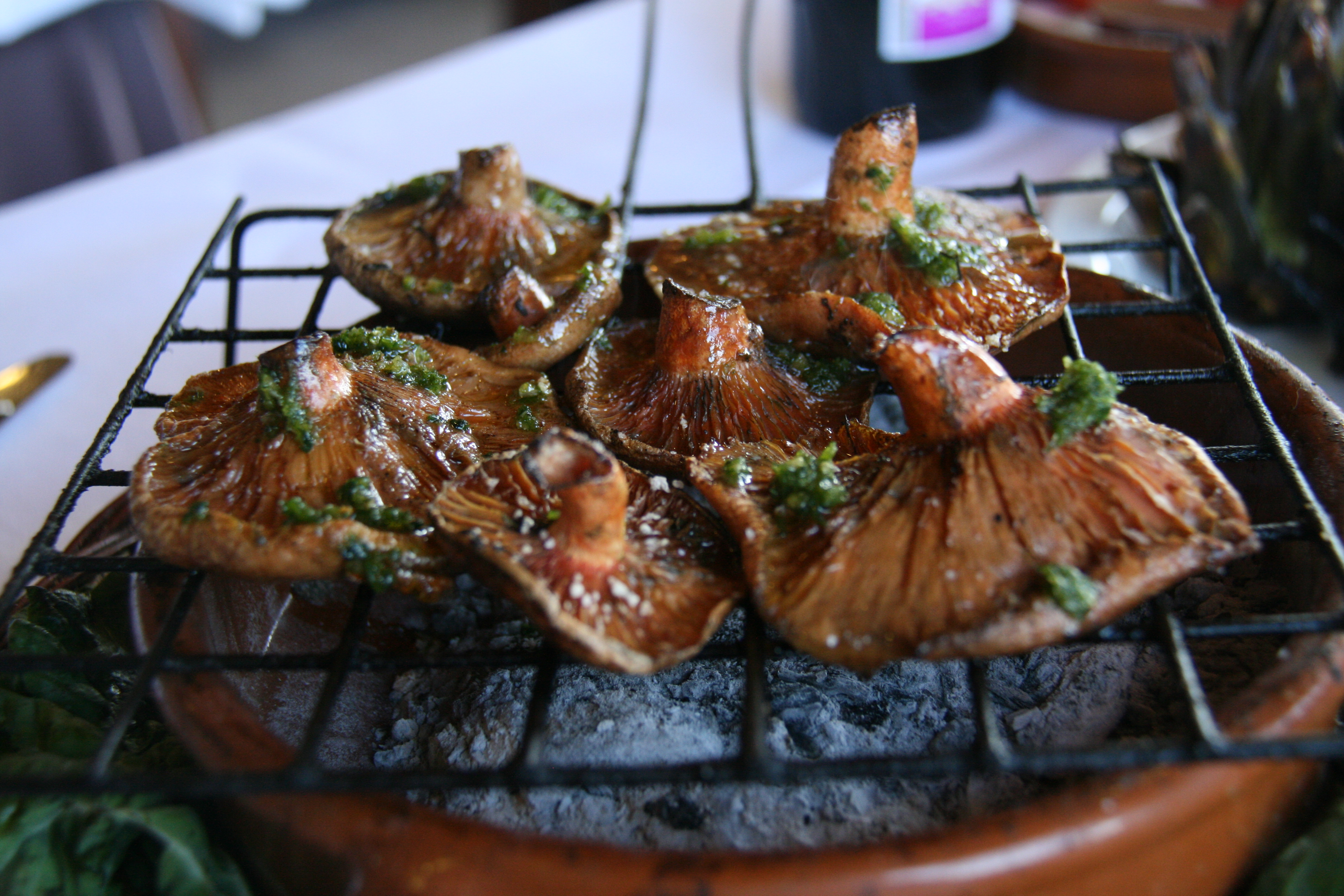
Râșcov sângerând la grătar

Ca toți râșcovii, nu se potrivește la ciulama, sau sosuri, dar la salată (cu castraveți murați, ceapă și capere) sau cu fasole albe. Cel mai bine place fript în tigaie în unt sau la grătar, cu sau fără slănină și usturoi, servindu-l cu garnitură de smântână, lămâie și pâine albă. De asemenea, el poate fi murat în oțet precum conservat cu sare. Cu preferință ar trebui să fie aleși bureți tineri.
Lactarius sanguifluus se aplică drept o ciupercă medicinală în medicina naturală sau în medicina tradițională chineză și japoneză. Au fost descoperiți agenți cu proprietăți antivirale, antioxidante, anticanceroase și antibiotice. În plus, buretele are un conținut ridicat de vitamine și minerale. Astfel de exemplu conține un amestec de sterol. Sterolul predominant este ergosterolul, provitamină a  vitaminei D 2, (56,6% din totalul sterolilor), cu cantități mai mici din derivatele ergosterolului, inclusiv ergost-7-en-3β-ol, dien-3pol și ergosta-5,7-dien-3pol.
Nu vă temeți de urina roșie ca sângele excretată după consum. Colorantul conținut de acest râșcov rămâne în urină până a doua zi, dar este complet inofensiv și ne amintește de consumul de prea multă sfeclă roșie, unde această colorare apare de asemenea în urină și scaun.
Buretele este adesea infestat de ciuperca parazitară Hypomyces lateritius sin. Peckiella lateritia, devenind atunci otrăvitor.